# Diecéze verdunská
Diecéze verdunská (franc. Diocèse de Verdun, lat. Dioecesis Virodunensis) je římskokatolická diecéze, která byla založena ve 4. století. Diecézní biskup sídlí ve Verdunu, kde se nachází i katedrála Notre-Dame de Verdun. Diecéze zaujímá plochu 6 211 km² a je rozdělena na 577 farností. Hranice diecéze přesně kopírují hranice departementu Meuse (v regionu Lotrinsko).
Patronem diecéze je Panna Maria Nanebevzatá.

## Historie
V roce 332 byla diecéze založena poté, co zde svatý Santin postavil první křesťanskou kapli zasvěcenou svatému Petru a Pavlovi na Mont Saint Vanne na místě pohanského chrámu a stal se prvním verdunským biskupem. V době starého režimu ve Francii byla diecéze součástí provincie Trojbiskupství (franc. Trois-Évêchés) až do velké francouzské revoluce.
Až do roku 1801 patřila diecéze verdunská pod církevní provincii Trevírskou arcidiecézi (ta se v té době stává opět pouze Trevírskou diecézí a je přičleněna pod Kolínskou arcidiecézi), avšak 29. listopadu 1801 byla zrušena a její území přidáno do Diecéze Nancy.
6. října 1822 byla Verdunská diecéze znovu ustanovena bulou papeže Pia VII. Paternae charitatis. Od té doby spadá do Besançonské církevní provincie (pod arcidiecézi Besançon).
Současným biskupem (v pořadí již 114.) verdunské diecéze je od roku 2000 François Maupu. Generálními vikáři jsou Robert Hesse a Bernard Pate.

## Katedrála a baziliky v diecézi
Ve Verdunské diecézi se nachází dvě baziliky minor, z nichž jedna je zároveň katedrálním chrámem.
- Katedrála Notre-Dame ve Verdunu, od 25. dubna 1947
- Bazilika Notre-Dame v Avoithu (Basilique Notre-Dame d'Avioth), od 12. května 1993

## Znak

Znak Verdunské diecéze

Na modrém poli se nachází biskupská berla, meč a tři hřeby.
Berla symbolizuje pastýřskou úlohu biskupa, meč pak jeho světskou moc. Hřeby (často zmiňované jako „hřeby umučení“) mohou symbolizovat umučení Krista, anebo mohou být odvozeny od názvu Verdunu ve starém lidovém jazyce Urbis Clavorum (Město hřebíků).
V pořadí 114. verdunský biskup François Maupu (aktuální) má svůj osobní znak vytvořený podle znaku Verdunské diecéze.

## Galerie

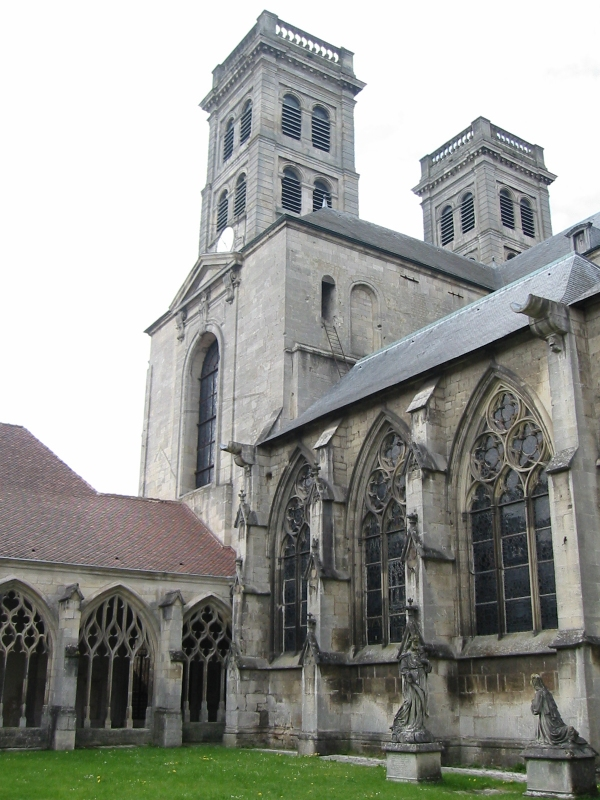
Katedrála Panny Marie (Notre-Dame) s přilehlým klášterem
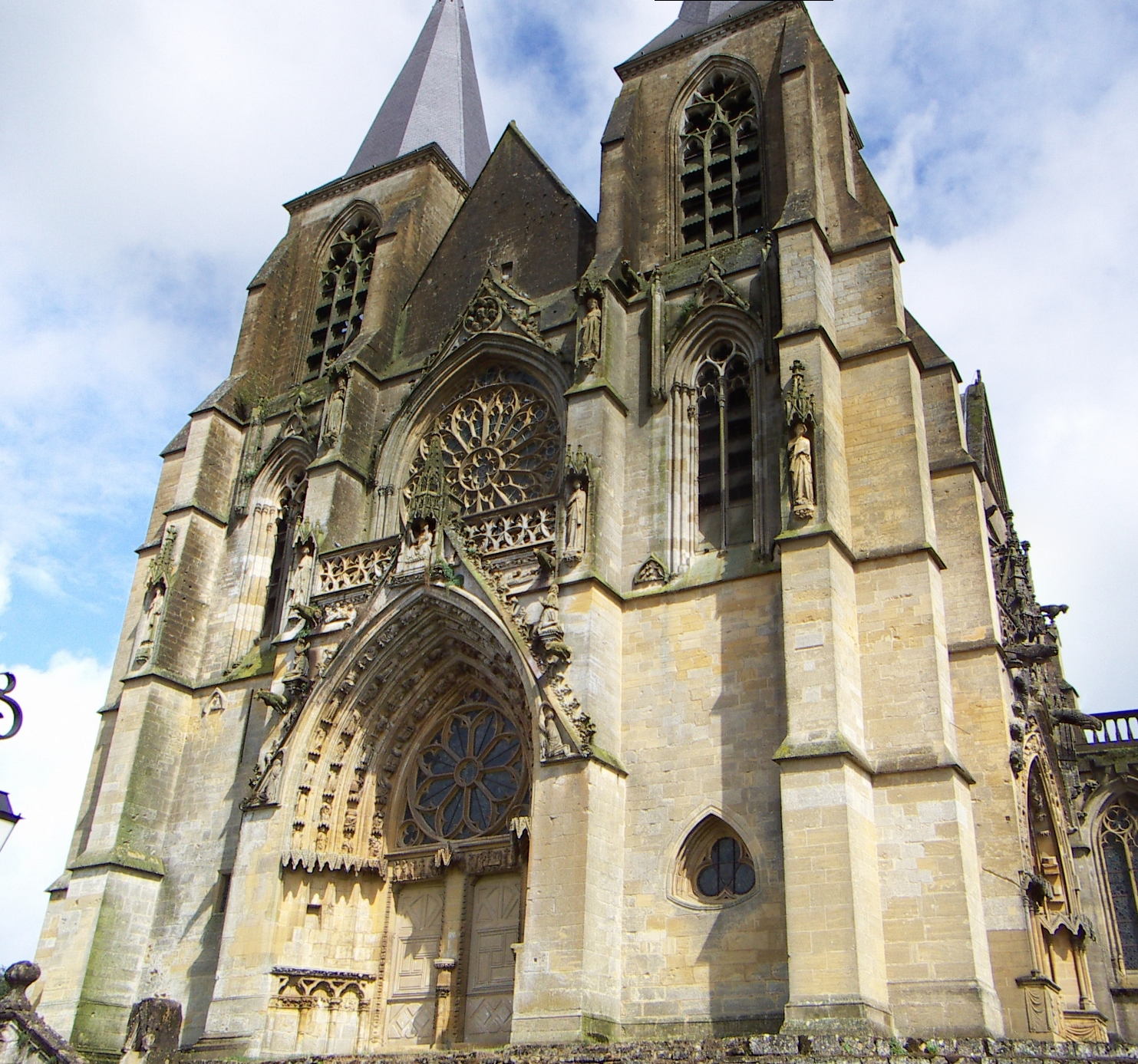
Bazilika Notre-Dame v Avoithu
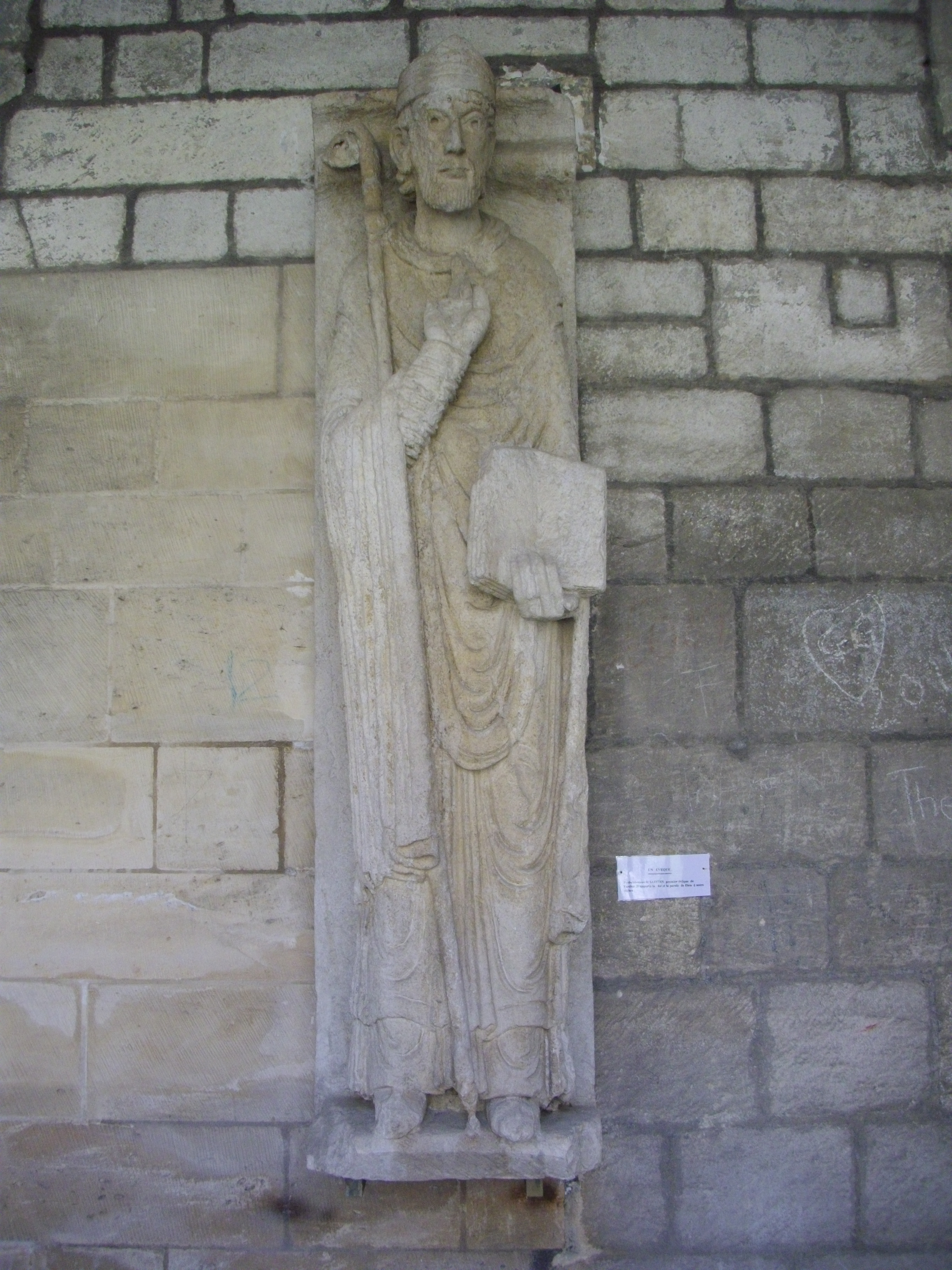
Socha svatého Saintina, prvního verdunského biskupa, v přilehlém klášteře
Znak 114. verdunského biskupa Françoise Maupa